# Ophiomyia longilingua
Ophiomyia longilingua är en tvåvingeart som beskrevs av Friedrich Georg Hendel 1920. Ophiomyia longilingua ingår i släktet Ophiomyia och familjen minerarflugor. Inga underarter finns listade i Catalogue of Life.